# Карл Малоун
Карл Антъни Малоун (на английски: Karl Anthony Malone) е американски баскетболист.
Роден е на 24 юли 1963 година в Съмърфийлд, щата Луизиана, като най-малкото от девет деца в афроамериканско селско семейство. Започва да играе баскетбол в ранна възраст и продължава, докато учи в Луизианския технически университет. Започва професионалната си кариера през 1985 година в „Юта Джаз“, където играе почти до нейния край, в който играе и един сезон (2003 – 2004) в „Лос Анджелис Лейкърс“. Оценяван е като едно от най-добрите тежки крила в цялата история на Националнат баскетболна асоциация (НБА). Част е от „Отбора мечта“ – състава на американския национален отбор, който печели златните медали на Олимпиадата в Барселона през 1992 година, и на два пъти е обявяван за „Най-полезен играч в НБА“.